# خان خشتي بل دلاك
خان خشتي بل دلاك (بالفارسية: کاروانسرای خشتی پل دلاک) هي خان تاريخية تعود إلى عصر القاجاريون، وتقع في مقاطعة قم.